# Robinson Crusoe (1997.)
Robinson Crusoe je američka pustolovna drama iz 1997. Inspirirana istoimenim romanom, drama govori o britanskom junaku koji mora preživjeti na pustom otoku i boriti se protiv bezbožnih crnaca.

## Radnja
Film započinje s prikazom Daniela Defoea, siromašnog književnika, kojem prijatelj daje dnevnik Robinsona Crusoea. Defoe otvara dnevnik i čita Robinsonove zapise. Crusoe je škotski plemić i bivši vojnik Kraljevske ratne mornarice. Namjeravao je oženiti lijepu Mary, ali njezina obitelj se naglo obogatila te ju je otac prisilio na vjenčanje s Patrickom. U dvoboju Robinson ubija svog bivšeg prijatelja mačem i bježi na konju od njegove zle braće. Odlazi k Mary i govori joj da će otići na godinu dana, te da će se vratiti kad se tenzije smire i oženiti se njome.
Crusoe se pridružuje brodu i zapisuje događaje na kapetanovu zamolbu. Jednog dana tajfun uzrokuje brodolom, a Crusoe bude jedini preživjeli. Dolazi na tajanstveni otok i istražuje ga. Prvog dana zakopa leševe mornara i putnika, a drugog dana odlazi natrag na brod gdje pronalazi hranu, oružje i barut. Crusoe spašava psa Skippera te se privikava na otočni život. Jednog dana spašava zatvorenika iz ruku divljaka i pokuša se sprijateljiti s njim, ali kulturne i duhovne prepreke mu to onemogućuju. Crusoe ga nazove Petko, a sebe predstavi kao Gospodara.
Crusoe uspijeva naučiti Petka engleski, ali ga ne uspije preobratiti na katoličanstvo: Petko je poganin i vjeruje da je Bog zli krokodil Paika koji jede svoje neprijatelje. Petko odbija prihvatiti jedinu istinitu vjeru, namjerno uništava Sveto Pismo i pokuša zadaviti Crusoea, ali se ipak pomire nakon nekoliko dana. Ponovno ujedinjeni, Crusoe i Petko pripreme zamku u kojoj pogine većina divljaka, ali i Skipper. Crusoe uskoro shvaća da je Petko čuo za Novu Britaniju, ali i da se ne može vratiti jer ga smatraju mrtvim. Petko doznaje da Gospodar nije Crusoeovo pravo ime pa ga ponovno kukavički napušta misleći da Crusoe pokušava od njega napraviti roba.
Dok Crusoe gradi brod za odlazak u Novu Britaniju, pogani napadaju otok i Crusoe biva ranjen strijelom. Petko se napokon pokaje zbog svojih zločina i pokuša spasiti Crusoeov život. Međutim, baš kad su se sprijateljili, poganski crnci natjeraju Crusoea i Petka da se bore. Crusoe pošteđuje Petka, koji umire tijekom pokušaja ubojstva od ruke hrabrih europskih katoličkih spasitelja. Crusoe se vraća u Škotsku, vjenča se s Mary, dobiva djecu te živi dugo i sretno u velikom dvorcu.

## Uloge
| - Pierce Brosnan kao Robinson Crusoe - William Takaku kao Petko - Polly Walker kao Mary McGregor - Ian Hart kao Daniel Defoe - James Frain kao izdavač Robert - Damian Lewis kao Patrick Connor - Martin Grace kao kapetan Braga | - Ben Robertson kao James Connor - Sean Brosnan kao mornar - Lysette Anthony kao gospođa Crusoe - Tim McMulian kao Cruseov sekundant - Mal Tobias kao Patrickov sekundant - Jim Clark kao Crusoeov spasitelj i europski kapetan |

## Unutarnje poveznice
- Robinson Crusoe